# لوکا بلترامی
لوکا بلترامی (ایتالیایی: Luca Beltrami) (زادۀ ۱۳ نوامبر ۱۸۵۴ میلادی – درگذشتۀ ۸ اوت ۱۹۳۳ میلادی) یک معمار اهل ایتالیا بود که به خصوص به خاطر پروژه‌های مرمت و بازسازی بناهایش شناخته می‌شود. 

## سرگذشت
بلترامی در میلان به دنبال آمد و برای تحصیل به دانشگاه پلی‌تکنیک میلان و سپس به آکادمی بررا رفت و زیر نظر کامیلو بوئیتو به تحصیل پرداخت. سپس به پاریس رفت و تا سال ۱۸۸۰ میلادی در آنجا ماند. بعد از بازگشت از پاریس مرمت پروژه‌های بسیاری را برعهده گرفت که از جمله می‌توان به بازسازی قصر سفورزا در میلان اشاره کرد.